# MED19
MED19‏ (Mediator complex subunit 19) هوَ بروتين يُشَفر بواسطة جين MED19 في الإنسان.